# Wayne Roycroft
Wayne William Roycroft (né le 21 mai 1946 à Mansfield (Victoria)) est un cavalier australien de concours complet.

## Carrière
Wayne William Roycroft est le deuxième des trois enfants de Bill Roycroft, champion olympique par équipe en 1960. Il remporte la médaille de bronze par équipe en 1968 et en 1976 avec son père dans l'équipe. Il est sélectionné pour les Jeux olympiques d'été de 1980 à Moscou mais subit le boycott. Il est le porte-drapeau de la sélection australienne aux Jeux olympiques d'été de 1984, comme son père seize ans avant lui.
Après l'arrêt de sa carrière de cavalier, il est l'entraîneur de l'Australie de 1988 à 2010, succédant à son père. L'équipe est championne olympique en 1992, 1996 et 2000 et médaille d'argent en 2008 ; de plus, Matthew Ryan est champion en 1992 et Andrew Hoy médaille d'argent en 2000.
Il est membre du comité de concours complet à la Fédération équestre internationale de 2000 à 2009.
En 1976, il épouse la cavalière Vicki Rose. Le couple se sépare en 2000.

## Source, notes et références
- (en) Cet article est partiellement ou en totalité issu de l’article de Wikipédia en anglais intitulé « Wayne Roycroft » (voir la liste des auteurs).